# Brick in the Wall
Brick in the Wall este un film românesc din 2013 regizat de Grzegorz Brzozowsky.